# 崇德里 (堡里)
崇德里，是台灣南部自明鄭時期至清治時期的一個行政區劃，其範圍約為今台南市的歸仁區南部及關廟區南部，以及高雄市的田寮區北部。
崇德里為1664年（南明永曆十八年）明鄭時期始設的四坊二十四里之一，其南邊為嘉祥里、長治里，西邊為依仁里，北邊為仁德里、永豐里、新豐里，東邊為尚未納入管轄之地區。
崇德里後來分拆為崇德東里、崇德西里。